# Neuer Tag in Pankow
Neuer Tag in Pankow ist das im 30. Jahr des Bestehens von Pankow produzierte und auf Buschfunk erschienene Album.

## Entstehungsgeschichte
Das Album wurde an verschiedenen Orten von April bis September 2011 aufgenommenen und zum 30-jährigen Jubiläum der Band auf einer Tour durch Ostdeutschland Ende 2011 live auf die Bühne gebracht.

## Musikstil und Rezeption
Aus der Beschreibung des Labels Buschfunk:

„Der Album-Titel und Song Neuer Tag in Pankow ist natürlich nicht ganz ohne Absicht so gewählt.
Mit ihm nimmt PANKOW sehr bewußt Anleihen an frühe Bandjahre und Songs auf und an. In der Summe: Keine
Aufruhr in den Augen, aber auch keine Langeweile, keine Reprise, aber dafür manch musikalisch wie textlich
höchst gelungen fabulierte Replik auf die und ein Spiel mit der eigenen (Band-)Geschichte. Für coole Riffs,
raue Poesie und gewohnt schnoddrig-intensive Gesänge ist also wieder gesorgt. Rock ’n’ Roll auf Deutsch,
gereift am Leben und Erleben, durchaus desillusioniert, doch zupackend und so manchen Stachel spürend wie löckend.
Ein seltener Glücksfall, der Würdigung verdient, Spass macht und uns dennoch ernst (genug) nimmt.“

In ersten Rezensionen und Konzertberichten wird das neue Album als Anknüpfung an beste Pankow-Zeiten beschrieben.
Mit Texten zwischen Wohlstand, Globalisierung und Aufstand ist Pankow endgültig in der Welt des 21. Jahrhunderts angekommen:

„der winter war kalt / jetzt ist er fertig und alt / wind kommt von süden her / erfriert nicht mehr überm meer

und alles wird neu / es wird wieder mai / mach die nachrichten an / in der welt hat sich endlich was getan

steh auf, geh raus / es gibt keine besseren zeiten

und die wolken ziehn / über berlin / du stellst fragen du stellst dich quer / so weit oben hört man dich nicht mehr

und jetzt schau dich an / du bist heute dran / reiss deine fenster weit auf / wenn der frühling kommt schmeißt man den alten dreck raus

steh auf, geh raus / es gibt keine besseren zeiten“

ohne dabei die eigene Identität zu verlieren.
Mit dem letzten Titel des Albums Take W schickt der französische Komponist und Musiker Jean Pacalet, der am 7. Juli 2011 gestorben ist, in Erinnerung an gemeinsame Projekte mit Pankow einen letzten Gruß.

## Titelliste
1. Neuer Tag in Pankow (Ehle) – 5:16
2. Ich wachte auf (Herzberg, Ehle/Herzberg) – 4:57
3. Es gibt keine besseren Zeiten (Ehle) – 3:18
4. Du musst schneller gehen (Herzberg) – 4:12
5. Ich mach 'ne Liste (Ehle) – 3:48
6. Was willst du mehr (orig.: the day they took the wall away) (Kunert/Pannach) – 3:01
7. Korrekt, korrekt (Herzberg) – 3:32
8. Plattes Land (Herzberg) – 3:32
9. Wie weit kannst du gehen (York) – 3:43
10. Ich bin da (Herzberg) – 3:45
11. Krach (Ehle) – 3:12
12. Auswendig (Ehle) – 3:23
13. Babel (Herzberg) – 3:42
14. The Day They Took The Wall Away (Instrumental) (Kunert) – 3:02
15. Take W (Pacalet) – 0:32